# Wilmot (Arkansas)
Pour les articles homonymes, voir Wilmot.
Wilmot est une municipalité du comté d'Ashley, dans l’État de l’Arkansas aux États-Unis.

## Démographie
| 1900 | 1910 | 1920 | 1930 | 1940 | 1950 |
| ---- | ---- | ---- | ---- | ---- | ---- |
| 378  | 622  | 627  | 777  | 625  | 721  |

| 1960 | 1970  | 1980  | 1990  | 2000 | 2010 |
| ---- | ----- | ----- | ----- | ---- | ---- |
| 732  | 1 132 | 1 227 | 1 047 | 786  | 550  |